# Zona volcànica del Laci
La Zona volcànica del Laci és el nom de l'estructura geològica del massís Albà, el paisatge que correspon al que en geografia humana es diu Territori dels Castells (territorio dei Castelli Romani). Una gran zona volcànica va començar a formar-se amb l'acumulació dels productes d'un volcà que tenia diverses boques de sortida i que va sorgir sobre una antiga base formada pels sediments marins i les roques carbonatades que configuraven una ampla plana entre la costa i els Apenins. Sobre aquella plana, a uns 305 msnm, s'estima que va caure uns 297 km³ de material volcànic, el 90% del qual durant la primera fase eruptiva. Els últims estudis de Funiciello sobre la darrera activitat al cràter del Llac Albà, confirmen que les manifestacions eruptives van durar fins fa uns 5.000 anys, amb la inundació del llac i esllavissament lahar que va duar fins al llindar del segle IV aC.
Actualment, aquesta àrea volcànica manté una discreta activitat, constituïda principalment per emissions de gasos, altament tòxics, deformacions del terreny i terratrèmols febles i freqüents (rarament potents i destructius, com els dels anys: 1438, 1806, 1829, 1899, 1927), motiu pel qual està classificat com a volcà inactiu.
Tot i aquesta classificació, el fet que hagi tingut períodes de descans fins i tot de 30-40.000 anys entre una fase eruptiva i la següent, planteja la qüestió que existeixi una possible fase eruptiva futura, fet que constitueix una amenaça potencial per a tots els habitants dels pobles del massís Albà i per als milions d'habitants de la propera ciutat de Roma.

## Fase 1: Tusculana-Artemisia

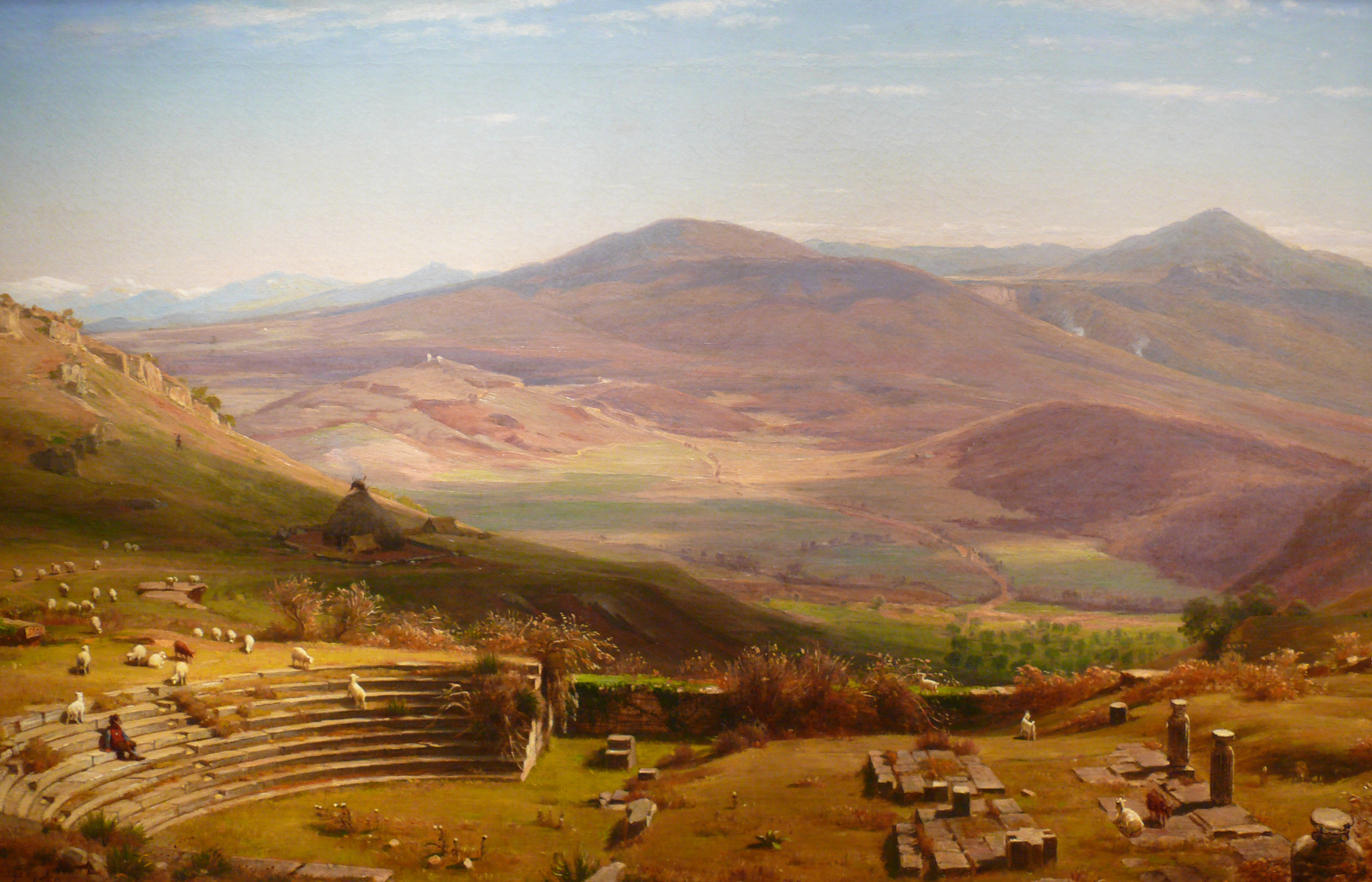
les vores del cràter primitiu són actualment turons. Vista des de Túsculum

En aquesta primera fase es va crear l'estructura del volcà, caracteritzada per imponents explosions i flux piroclàstic amb lava, intercalat per llargs períodes de calma en els quals es van formar els cúmuls dels primers productes volcànics (tuf gris granular) sobre les argiles, les sorres, la grava marina que formaven una primera i ampla plana compresa entre la costa i els peus del relleu dels Apenins. La lava expulsada va arribar fins al lloc on milers d'anys després estaria la ciutat de Roma. Tot seguit es van dipositar lapil·li, escòria i cendres (els tufs inferiors: putzolana, tuf rogenc, tuf de Vil·la Senni) i es va formar un gran con amb una amplada a la seva base de 60 km.
Aquesta fase es subdivideix en quatre cicles amb intervals d'assolament per la formació d'un paleo-sòl:
- Primer cicle: tufs pisolítics
- Segon cicle: putzolana negra
- Tercer cicle: putzolana rogenca
- Quart cicle: tuf lionat, tuf de Vil·la Senni

La primera fase va acabar a l'entorn de fa 360.000 anys. Actualment de la part de dalt d'aquella caldera roman un ample recinte de relleu en forma de turons, que s'estén des del Mont Túsculum fins al Mont Artemisio en forma de ferradura de cavall (el recinte extern de l'àrea Tusculano-Artemisio), que supera per poc els 700 metres d'altitud en el cas de l'Artemisio, i els 939 metres al Mont Peschio.

## Fase 2: El Faete o "Dels Camps d'Aníbal"

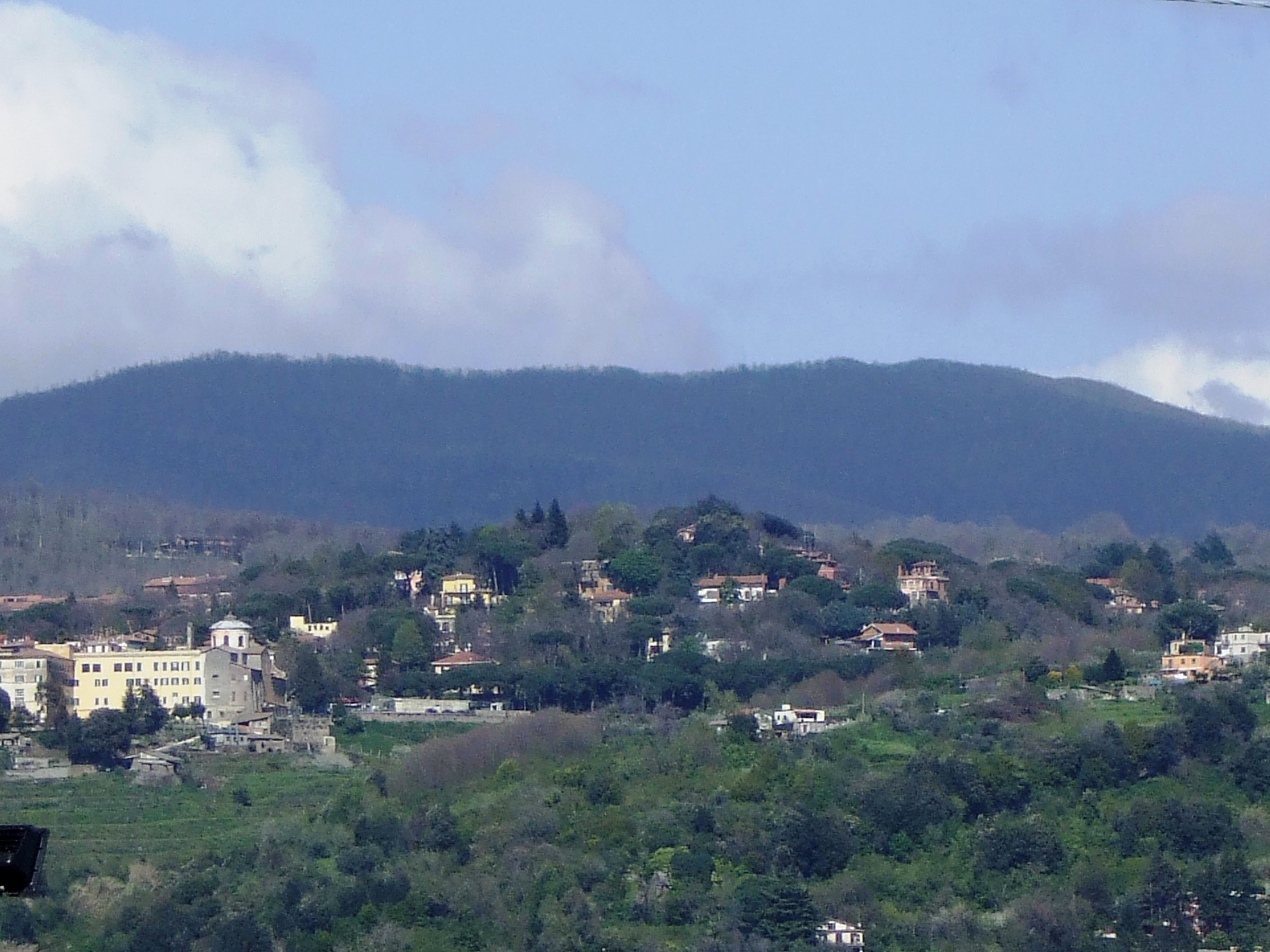
El Maschio delle Faete, cobert de vegetació, a l'interior del cràter gran

En aquesta segona fase, fa 280.000 anys, es va formar un nou volcà més petit a l'interior del precedent, l'anomenat Mont delle Faete (o Maschio delle Faete). Aquest estava format per una vasta cavitat circular (la caldera) de 15 km d'amplada tancat per noves parets. Paral·lelament a aquesta activitat central va haver una gran activitat per boques que es van obrir lateralment, amb el subsegüent desbordament del con amb grans fluxos de lava que sortien al llarg de fractures: aquest va ser l'origen de la zona septentrional de l'àrea volcànica del Laci, que va baixar considerablement en alçada i,milers d'anys després, seria el "Pantà Borghese" (un districte de l'actual ciutat de Roma).
Després d'un període de relativa calma es va reprendre l'activitat,un nou flux de lava va obrir el seu camí cap a la vall i es van alçar cons d'escòria al llarg de les esquerdes de les parets de la caldera del conjunt Tusculano-Artemisio (ex. Mont Ceraso, a la banda est) i el Mont Cavo sobre les parets de l'estructura del Maschio delle Faete. Acabada també la segona fase, s'inicià un període de quietud que va culminar amb el refredament del camí central (fa 260.000 anys) i la formació d'un autèntic "tap" de material magmàtic consolidat.

## Fase 3: Els llacs

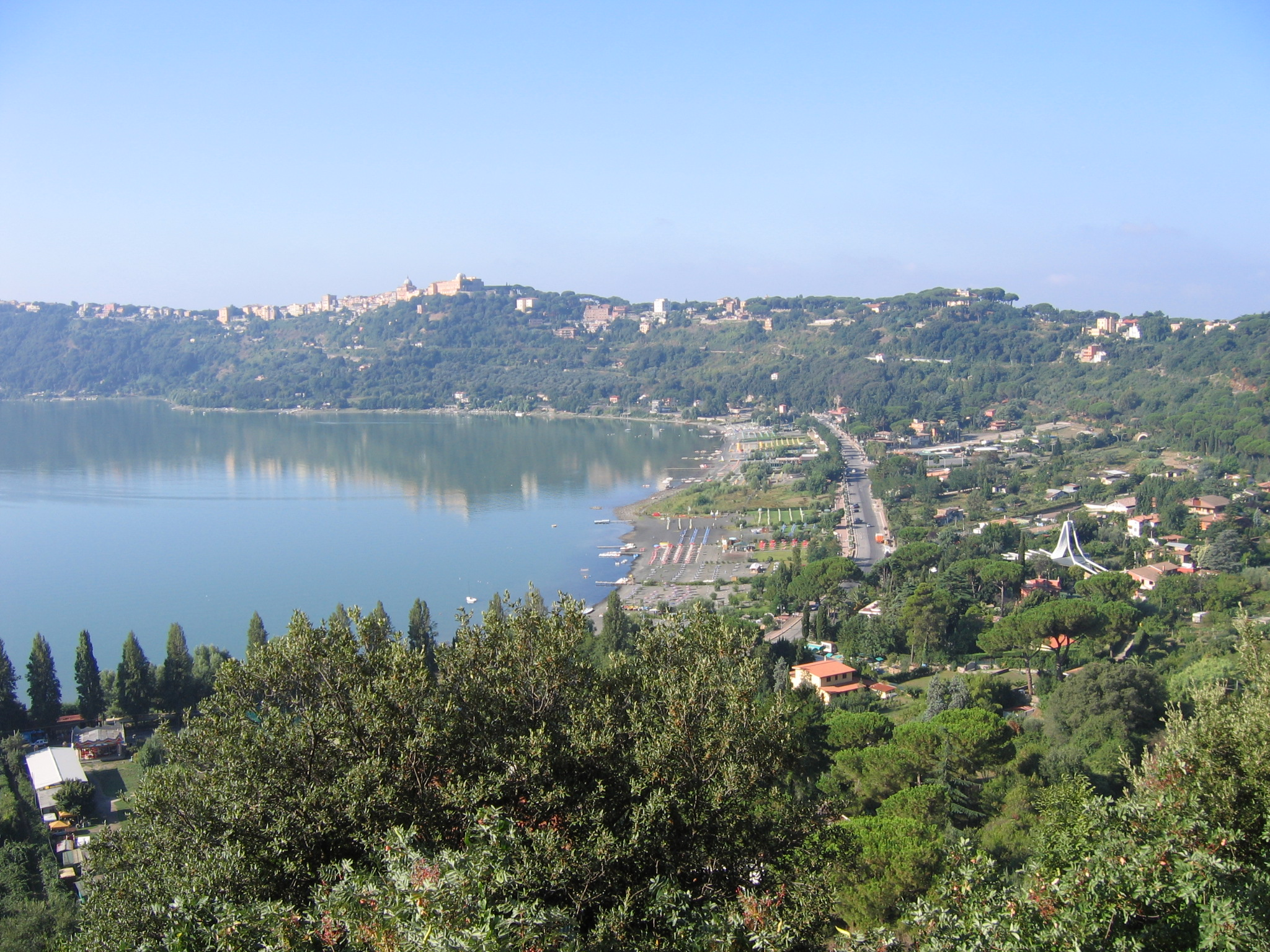
El llac Albà des de Castel Gandolfo.

La tercera fase es va concretar en un període que va dels 200.000 als 19.000 anys o potser més recent. És anomenada també "fase hidromagmàtica" perquè va ser quan es van trobar les aigües subterrànies amb el magma. El magma incandescent de sota va haver d'obrir un nou camí pels flancs del con trobant-se però, abans de sortir a l'exterior, a diversos centenars de metres de profunditat, amb els aqüífers. L'aigua de la capa profunda (capa freàtica) entrant en contacte amb la massa de magma va provocar la formació de grans quantitats de compostos volàtils que trobant les vies de sortida obstruïdes, van esdevenir un potent explosiu de dimensions inimaginables. Quan la pressió interna dels gasos va superar la resistència mecànica de les roques encaixades, va haver una explosió que va petar pel punt de major feblesa.
El gas que en sortia, des de diversos quilòmetres de profunditat, en arribar a la proximitat de la superfície, va disgregar de cop les roques llançant-les en l'aire barrejades entre el vapor d'aigua. Aquest material va caure des de l'aire formant cúmuls del conegut peperino. La distribució en superfície, estratigràfica, de les roques de peperino indica que les explosions freàtiques van ser nombroses i violentes en la fase final de l'activitat volcànica. Aquesta fase d'intensa activitat es remunta a la formació d'una fractura significativa a la base profunda de carbonats, destacada per l'enfonsament de tot el sector sud-occidental de l'àrea volcànica al llarg d'una línia orientada de Frascati a Velletri. Després d'aquesta etapa, el con del Mont Cavo es va apagar amb l'oclusió del cràter preexistent, mentre que els cràters més petits van ser ocupats per l'aigua. Aquest és el cas de Campovecchio entre Marino i Grottaferrata, del llac Regillus a Frascati, del Pantà Secco i del Prata Porci sota el Mont Porzio Catone, el Doganella a Rocca Priora, Vallericcia a Aríccia i el Laghetto di Turno a sota de Castel Gandolfo a més dels dos famosos llacs que encara existeixen avui dia: el Llac Albà i el Llac de Nemi.
La major part d'aquestes conques hídriques van ser eixugades pels romans, com va ser el cas de Vallericcia i del Llac Regillus; altres van quedar secs en època més recents (el 1611 es va esgotar el Laghetto di Turno) i altres van desaparèixer per causes naturals. El Pantà della Doganellaés famós perquè de tant en tant reapareix i desapareix l'aigua.

## El que en resta de l'antiga àrea volcànica
De l'antiga àrea volcànica del Laci queda avui dia el massís Albà, que té una forma circular. Partint des del municipi d'Albano Laziale, les vores de l'antic cràter formen un enorme cercle que passa per Castel Gandolfo, Marino, Grottaferrata, Rocca Priora, Velletri i Genzano di Roma. En gran part pertany a l'àrea anomenada Territori dels Castells (Territotio dei Castelli Romani) i on encara es poden trobar roques i materials de construcció típics de zona volcànica.
Entre els materials d'origen volcànic que s'hi poden trobar estan:

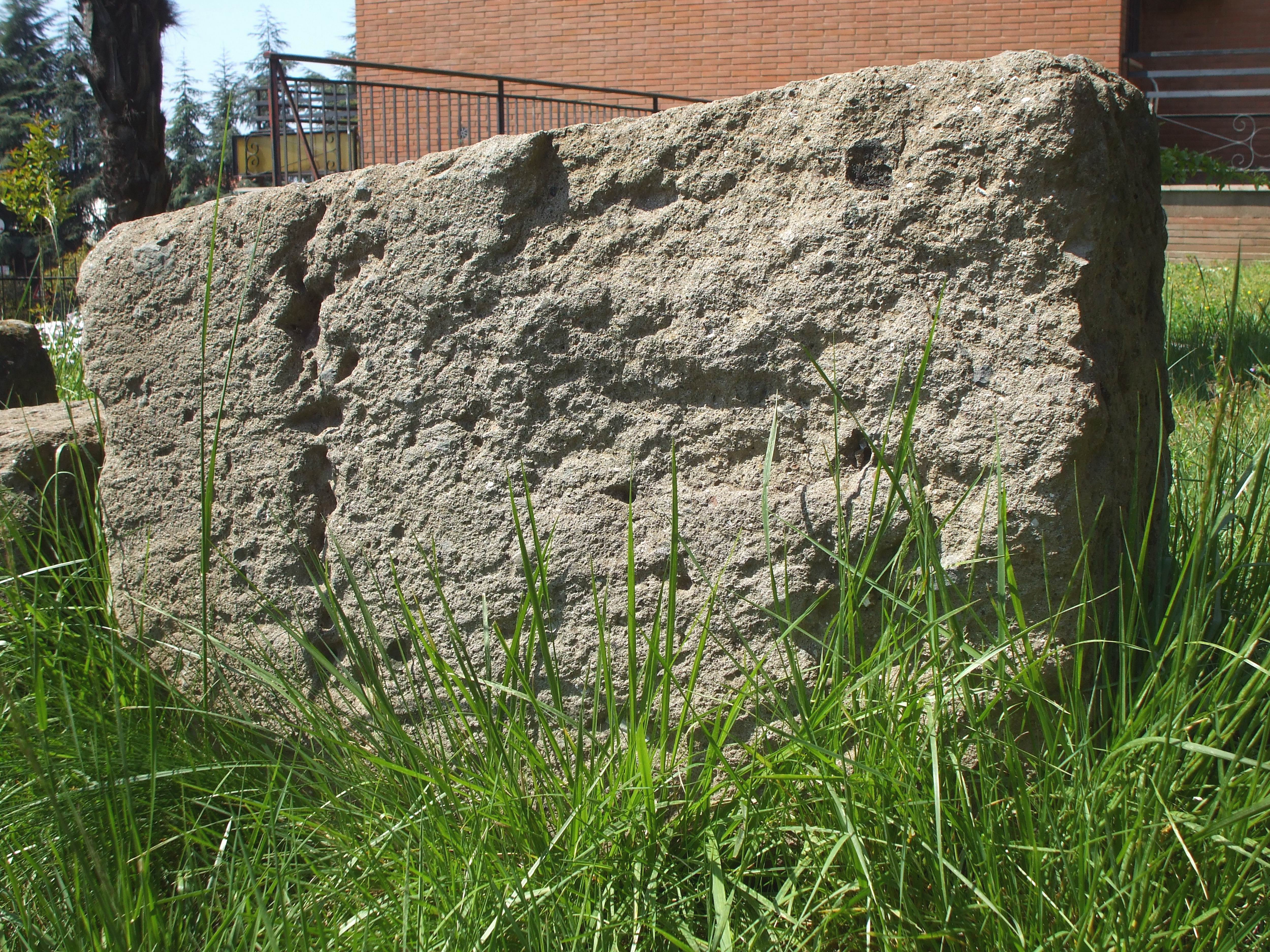
Un bloc de peperino al districte de Cecchina, municipi d'Albano Laziale.

- el tuf (sobretot a la zona de Rocca di Papa, on a està l'anomenada plana dels Camps d'Aníbal que constitueix el crater extint del volcà),
- el peperino (sobretot entre Marino i Albano),
- la putzolana (en particular a la zona que descendeix cap a Roma)
- cristalls (gismondina-Ca, haüyna, latiumita, phil·lipsita, spadaita)
- restes de lava, de la qual s'extreuen llambordes.

La terra amb composició de lava ha resultat molt fèrtil per a les plantacions de vinyes, que són abundants a la zona.
L'àrea compresa entre els turons i els nuclis de població està protegida com a parc natural, anomenat Parc del Volcano Laziale o de vegades Parc dels castells.